# Gottfried Keller-Gesellschaft Zürich
Die Gottfried Keller-Gesellschaft Zürich ist eine literarische Gesellschaft mit Sitz im Kanton Zürich. Ihr Ziel ist es, «das Andenken an Gottfried Keller und andere bedeutende zürcherische Schriftsteller zu pflegen».
Die Gesellschaft wurde am 16. Juli 1931 in Zürich gegründet. Sitz war der Lesezirkel Hottingen. Gemäss den ursprünglichen Statuten nur auf Gottfried Keller bezogen, wurde der Zweck der Gesellschaft 1952 durch eine Statutenänderung auch auf die Pflege des Andenkens anderer Schriftsteller aus Zürich erweitert. Seither wird insbesondere auch das Werk Conrad Ferdinand Meyers einbezogen.
Die Gesellschaft unterstützt die Herausgabe von Kellers (und Meyers) Werken und Briefen. So war sie auch im Stiftungsrat der Historisch-kritischen Gottfried Keller-Ausgabe (HKKA) vertreten, die von 1996 bis 2012 ediert wurde. Jeweils Ende Oktober richtet die Gesellschaft ihre Jahresversammlung aus (das sog. «Herbstbott»), die dabei gehaltene Festansprache wird im Folgejahr in einer Publikation (seit 2008 unter dem Titel Mitteilungen der Gottfried Keller-Gesellschaft Zürich) zugänglich gemacht.
Die Gesellschaft zählt derzeit 430 Mitglieder (Stand: März 2021) und ist damit die grösste literarische Gesellschaft der Schweiz. Präsidentin ist seit 2021 die Literaturprofessorin Ursula Amrein.